# Usiewaład Sadouski
Usiewaład Siarhiejewicz Sadouski (biał. Усевалад Сяргеевіч Садоўскі, ur. 4 października 1996 w Mińsku) – białoruski piłkarz grający na pozycji napastnika w kazachskim klubie Żengys Astana. Były, młodzieżowy reprezentant Białorusi.

## Sukcesy

### Klubowe
Eniergietyk-BDU Mińsk
- Król strzelców Pierszajej lihi: 2017/2018 (21 goli)

Dynama Brześć
- Zdobywca Superpucharu Białorusi: 2020

Ordabasy Szymkent
- Zdobywca Pucharu Kazachstanu: 2022